# Code Orange
I Code Orange (dal 2008 al 2014 conosciuti come Code Orange Kids) sono un gruppo musicale statunitense formatosi nel 2008 in Pennsylvania.

## Formazione
Membri attuali
- Eric "Shade" Balderose - cori, voce (2008-presente), tastiera, programmazioni (2016-presente), chitarra (2008-2017)
- Reba Meyers - cori, voce (2008-presente), chitarra (2011-presente), basso (2011-presente)
- Jami Morgan - voce, cori, batteria, percussioni (2008-presente)
- Joe Goldman - basso (2011-presente)
- Dominic Landolina - chitarra (2017-presente)

Collaboratori live
- Ethan Young - batteria, percussioni (2020-presente)

Ex membri
- Greg Kern - chitarra (2008-2010)
- Bob Rizzo - chitarra (2010-2011)

## Discografia

### Album in studio
- 2012 - Love Is Love/Return to Dust
- 2014 - I Am King
- 2017 - Forever
- 2020 - Underneath
- 2023 - The Above

### Album dal vivo
- 2020 - Under the Skin

### EP
- 2008 - Code Orange Kids
- 2009 - Winter Tour Demo
- 2011 - Embrace Me/Erase Me
- 2011 - Cycles
- 2012 - Full of Hell / Code Orange Kids (split con Full of Hell)
- 2018 - The Hurt Will Go On